# Costruzioni Meccaniche Nazionali
La CMN (Costruzioni Meccaniche Nazionali) è stata una casa automobilistica italiana, produttrice di vetture, attiva dal 1919 al 1923, con sedi produttive a Milano e Pontedera.

## Storia

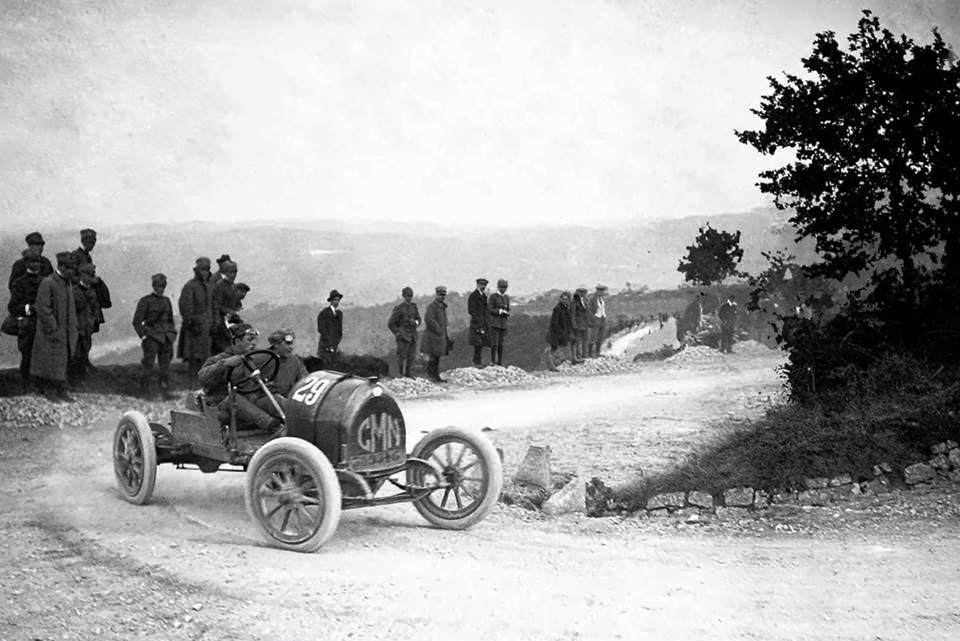
Enzo Ferrari su CMN (1919)

La CMN venne fondata a Milano da un gruppo di finanziatori che rilevarono gli stabilimenti della casa automobilistica De Vecchi & C., in grave difficoltà economica, ma con maestranze particolarmente formate ed esperte. Tra quegli operai anche il valente motorista Luigi Marino, poi fondatore della casa automobilistica Marino di Padova.
Come si usava all'epoca, venne offerta una partecipazione aziendale ad un pilota celebre, Ugo Sivocci, già pilota della De Vecchi, allo scopo di ottenere buoni risultati e immediata notorietà.
Fu questa la circostanza che permise a Enzo Ferrari di fare il suo ingresso nel mondo dell'automobilismo. Infatti, dopo aver incontrato a Milano un giovane Ferrari disoccupato e in cerca di lavoro, Sivocci gli offrì un posto da collaudatore e poi da pilota.
L'esordio nel campo automobilistico avvenne con la partecipazione alla cronoscalata Parma - Poggio di Berceto e alla Targa Florio del 1919 con due esemplari del modello "15/20 HP" in allestimento sportivo, affidati a Sivocci e Ferrari.
L'anno successivo, nel 1920, la CMN iniziò a far costruire le vetture presso la Officine Toscane di Pontedera che poi acquisì, trasferendo a Pontedera la sede produttiva ove affinare il motore 4 cilindri biblocco da 2297 cm³ a valvole laterali.
Nel 1923 la CMN presentò due nuove vetture: la "25 HP", dotata di motore a 6 cilindri in linea di quasi 3 litri di cilindrata, e la "Tipo 7", con motore a 4 cilindri di 1940 cm³ a valvole in testa, capace di raggiungere una velocità massima di 125 km/h.
Alla fine dello stesso anno l'azienda decise di interrompere la produzione di automobili e di cedere l'opificio alla Piaggio.